# Mercury – Act 1
| 전문가 평가      | 전문가 평가 |
| 평가 점수        | 평가 점수   |
| 출처             | 점수        |
| ---------------- | ----------- |
| AllMusic         | [ 1 ]       |
| Evening Standard | [ 2 ]       |
| NME              | [ 3 ]       |
| Pitchfork        | 4.4/10      |
| Riff Magazine    | 7/10        |
| The Young Folks  | [ 6 ]       |

《Mercury – Act 1》은 2021년 9월 3일, 키디나코너와 인터스코프 레코드가 발매한 미국의 팝 록 밴드 이매진 드래곤스의 다섯 번째 스튜디오 음반이다.

## 배경
2018년 Evolve World Tour의 결말에 이어, 이매진 드래곤스의 네 번째 스튜디오 음반 《Origins》가 11월에 발매되었다. 그들의 이전 음반들과는 달리, 밴드는 《Origins》 홍보로 순회 공연을 하지 않았고, 대신 압축을 풀고 가족들과 시간을 보내는 것을 선택했다.
음반은 2021년 6월 30일에 발표되었으며, 커버 아트와 발매일을 공개했다.

## 발매
그 음반 앞에는 세 개의 싱글이 수록되었다. 두 개의 리드 싱글 〈Follow You〉와 〈Cutthroat〉은 2021년 3월 12일에 발매되었다. 댄 레이놀즈의 처제의 죽음에서 영감을 받은 세 번째 싱글 〈Wrecked〉는 2021년 7월 2일에 발매되었다. 이 음반은 2021년 9월 3일에 발매되었다. 〈Monday〉는 음반 발매일에 네 번째 싱글이 되었다.

## 곡 목록
| #   | 제목                         | 작사·작곡                                                                      | 프로듀서                   | 재생 시간 |
| --- | ---------------------------- | ------------------------------------------------------------------------------ | -------------------------- | --------- |
| 1.  | 〈My Life〉                  | 벤 맥키, 다니엘 플라츠맨, 댄 레이놀즈, 웨인 서몬, 매트맨 & 로빈, 저스틴 트랜터 | 매트맨 & 로빈, 브랜던 다너 | 3:44      |
| 2.  | 〈Lonely〉                   | 맥키, 플라츠맨, 레이놀즈, 서몬, 매트맨 & 로빈, 트랜터                          | 매트맨 & 로빈              | 2:39      |
| 3.  | 〈Wrecked〉                  | 맥키, 플라츠맨, 레이놀즈, 서몬                                                 | 이매진 드래곤스            | 4:04      |
| 4.  | 〈Monday〉                   | 맥키, 레이놀즈, 플라츠맨, 서몬, 앤드류 톨먼                                    | 이매진 드래곤스, 골드위잉  | 3:07      |
| 5.  | 〈#1〉                       | 맥키, 레이놀즈, 플라츠맨, 서몬, 슈탈츠 푸에고, 마크 베네딕토                   | 푸에고, 뉴 헤이븐          | 3:25      |
| 6.  | 〈Easy Come Easy Go〉        | 맥키, 레이놀즈, 플라츠맨, 서몬, 제이슨 드즈지오                                | 드즈지오                   | 2:59      |
| 7.  | 〈Giants〉                   | 맥키, 레이놀즈, 플라츠맨, 서몬, 톨먼                                           | 골드위잉                   | 3:30      |
| 8.  | 〈It's Ok〉                  | 맥키, 레이놀즈, 플라츠맨, 서몬, 톨먼                                           | 이매진 드래곤스, 골드위잉  | 3:22      |
| 9.  | 〈Dull Knives〉              | 맥키, 레이놀즈, 플라츠맨, 서몬, 아자 볼크만                                    | 이매진 드래곤스            | 3:33      |
| 10. | 〈Follow You〉               | 맥키, 레이놀즈, 플라츠맨, 서몬, 엘리 두헤, 프란시스카 홀, 조엘 리틀            | 리틀                       | 2:55      |
| 11. | 〈Cutthroat〉                | 맥키, 레이놀즈, 플라츠맨, 서몬                                                 | 이매진 드래곤스, 릭 루빈   | 2:49      |
| 12. | 〈No Time for Toxic People〉 | 맥키, 레이놀즈, 플라츠맨, 서몬, 제이슨 수위토                                  | 수위토                     | 3:27      |
| 13. | 〈One Day〉                  | 맥키, 레이놀즈, 플라츠맨, 서몬, 제시 샤트킨, 딜런 위긴스                       | 샤트킨, 위긴스             | 2:31      |

## 인증
| 국가                               | 인증     | 판매량/출하량 |
| ---------------------------------- | -------- | ------------- |
| 프랑스 (SNEP)                      | 플래티넘 | 100,000       |
| 이탈리아 (FIMI)                    | 골드     | 25,000        |
| 폴란드 (ZPAV)                      | 골드     | 10,000        |
| 판매량+스트리밍을 기반으로 한 인증 |          |               |